# Hans Burkhardt (Mediziner)
Hans Burkhardt   (* 23. Oktober 1904 in Würzburg; † 1999) war ein deutscher  Psychiater, Anthropologe, Neurologe und Schriftsteller.

## Leben
Burkhardt wurde in Würzburg geboren, sein Vater war der Chirurg Ludwig Burkhardt, die Mutter Margarete, geborene Schroeder. Er besuchte das humanistische Alte Gymnasium (heute Melanchthon-Gymnasium) in Nürnberg. 1923 machte er dort sein Abitur. Dann begann er das Studium der Medizin in Würzburg; die Promotion erfolgte 1928 bei Martin Reichardt zum Dr. med. (Dissertation: Zur Analyse der optisch-räumlichen Störungen bei den diffusen organischen senilen und präsenilen Erkrankungen des Gehirns). Bis 1929 war er tätig an der Psychiatrischen und Nervenklinik der Universität Würzburg, von 1929 bis 1932 am psychiatrischen Landeskrankenhaus und der Universitätsklinik Hamburg-Friedrichsberg und von 1932 bis 1934 am Psychiatrischen Landeskrankenhaus Haldensleben. Von 1934 bis zum Ruhestand 1969 war er als leitender Arzt am Psychiatrischen Landeskrankenhaus Schleswig tätig, wo er von 1942 bis 1945 die Kinderfachabteilung leitete.

## 1928 bis 1945
Neben seinem Beruf als Psychiater schrieb Burkhardt Bücher und Aufsätze. Er war ein Anhänger der Rassentheorie und der daraus folgenden Rassenhygiene und verfasste seit 1930 Schriften zu diesem Thema. 1931 erschien sein Buch Der rassenhygienische Gedanke und seine Grundlagen im Ernst Reinhardt Verlag.
In Anknüpfung an eine Arbeit über endogene Psychosen bei Juden 1931 sollten die Zusammenhänge zwischen Rasse und Psychose weiter geklärt werden durch Untersuchung einer fälisch-nordischen Gruppe von Geisteskranken, die danach ausgesucht wurden, dass sie
1. schleswig-holsteinischer Abstammung sein und
2. eine Reihe bestimmter anthropologischer Merkmale aufweisen mussten,
wobei jedoch nur solche Merkmale berücksichtigt wurden, die sich nicht mit Merkmalen der von Ernst Kretschmer eingeführten Konstitutionstypen überschnitten.
Das Ergebnis der Arbeit wurde wie schon die Studie über endogene Psychosen bei Juden in der Zeitschrift für die gesamte Neurologie und Psychiatrie unter dem Titel Endogene Psychosen bei nordischer Rasse veröffentlicht.
1941 veröffentlichte Burkhardt im zum Gesamtverband Deutscher antikommunistischer Vereinigungen zugehörigen und antisemitisch ausgerichteten Nibelungen-Verlag das Buch Die seelischen Anlagen des nordischen Menschen. Das Buch erschien in der Reihe Nordische Forschungen, die die Nordische Gesellschaft in Auftrag gegeben hatte. Herausgeber war die Arbeitsgemeinschaft für Skandinavienkunde. Verlagsleiter des Nibelungen-Verlages war Eberhard Taubert. Die Nordische Gesellschaft gab die Zeitschrift Rasse – Monatsschrift für den Nordischen Gedanken heraus, deren Schriftverwalter Burkhardt war.
Noch 1979 überließ Burkhardt der Gesellschaft für biologische Anthropologie, Eugenik und Verhaltensforschung ein laut Herausgeber nicht verändertes Originalmanuskript aus dem Jahr 1943 zur Veröffentlichung. Die Schrift hatte ursprünglich im zweiten Band eines von Narziß Ach herauszugebenden Lehrbuchs der Psychologie im Bamberger Verlag C. C. Buchner erscheinen sollen, das jedoch infolge der Kriegsereignisse nicht erscheinen konnte.

## 1946 bis 1999
1954 veröffentlichte er sein Buch Das Abenteuer ein Mensch zu sein. Nach seinem Ruhestand 1969 schrieb er weitere Bücher. „Alle seine Bücher befassen sich mit der Situation des modernen Menschen in einer gewandelten Welt. Der Autor beabsichtigt, verschüttete Wahrheiten über den Menschen wieder ins Blickfeld zu rücken, das ganze Wesen des Menschen aufzudecken und Einseitigkeiten, die das menschliche Leben verunstalten, bewusst zu machen.“ (Klappentext Verlorene Wirklichkeit)
„Wie Erwin Chargaff oder auch Hans Jonas ist Burkhardt ein Ketzer der Wissenschaft. Es geht ihm darum, gerade das zur Sprache zu bringen, was in den ideologischen Auseinandersetzungen nirgends zu Wort kommt. Die Ethik-Diskussion ist hochaktuell. Progressive Technokratie (progressives Machenkönnen) bedeutet: Aus Fortschritt wird nackter Zugzwang. Von Menschheitsbeglückung bleibt nichts übrig als Konstruktion und Programmierung. Ein gesichtslos gewordenes Ich kennt nur noch ein gesichtsloses Du. Beide verstehen die Welt nicht mehr, weil man ohne Einbildungskraft, ohne Gutgläubigkeit und Treue, ohne Poesie und Religion die Welt nicht verstehen kann.“ (Klappentext von Selbstsein oder Weltbeglückung, Matthes und Seitz München, 1988)

## Publikationen
- Zur Analyse der optisch-räumlichen Störungen bei den diffusen organischen senilen und präsenilen Erkrankungen des Gehirns, Dissertation, Becker, Würzburg 1928
- Der rassenhygienische Gedanke und seine Grundlagen, Verlag Ernst Reinhardt, München 1930
- Die seelischen Anlagen des nordischen Menschen. Eine rassenpsychologische Untersuchung, Nibelungen-Verlag, Berlin 1941.
- Das Abenteuer, ein Mensch zu sein. Gestalt und Offenheit des Daseins, Franz Westphal Verlag, Wolfshagen-Schabeutz 1954.
- Dimensionen menschlicher Wirklichkeit. Der offene Mensch in der offenen Welt, Verlag Neues Forum, Schweinfurt 1965.
- Die unverstandene Sinnlichkeit. Entwurf einer Anthropologie der Sinnlichkeit, Limes Verlag, Wiesbaden 1973.
- Verlorene Wirklichkeit. Vom Elend der Ideologien, Herbig, Berlin-München 1980, ISBN 978-3-7766-1058-1
- Der unverstandene Mensch. Psychologie – Wissenschaft oder Heilslehre, Herder Verlag, Freiburg 1982, ISBN 3-451-17916-4 ISBN 978-3-451-17916-7
- Gleichheitswahn, Parteienwahn. Massenpsychosen der Gegenwart, Hohenrain-Verlag, Tübingen-Zürich 1985, ISBN 3-89180-000-2
- Selbstsein oder Weltbeglückung. Eine anthropologische Skizze, Matthes & Seitz Verlag, München 1988, ISBN 3-88221-374-4
- Vom Selbstmord des Selbstseins: Hat das Abendland sich überlebt? Bemerkungen aus psychiatrischer Sicht Nous-Verlag, Tübingen 1996, ISBN 3-924249-17-2

außerdem  Aufsätze zu anthropologischen und psychiatrischen Themen in Fachzeitschriften (Auswahl)
- Studie über endogene Psychosen bei Juden Zeitschrift für die gesamte Neurologie und Psychiatrie 01/1931; 135(1):733-766, Springer Verlag 1931
- Endogene Psychosen bei nordischer Rasse Zeitschrift für die gesamte Neurologie und Psychiatrie 11/1935; 153(1):165-181, Springer Verlag 1935
- Das Suchtproblem Fortschritte der Neurologie, Psychiatrie und ihrer Grenzgebiete Thieme Stuttgart 1954
- Die Schwermut in psyhiatrischer und anthropologischer Sicht Schriftenreihe des Landeskrankenhauses Schleswig-Stadtfeld / Hesterberg Heft 12. Oktober 1960
- Die Schwermut in psyhiatrischer und anthropologischer Sicht Deutsches Ärzteblatt – Ärztliche Mitteilungen Deutsche-Ärzte Verlag Köln 1961
- Die Schrecken der Sinnlichen Wirklichkeit Studium Generale. Zeitschrift für die Einheit der Wissenschaften 1962
- Die schizophrene Wehrlosigkeit Der Nervenarzt:, Monatsschrift für alle Gebiete nervenärztlicher Tätigkeit mit besonderer Berücksichtigung der Psychosomatischen Beziehungen.Springer Verlag Berlin 1962
- Die psychologischen Typen C. G. Jungs 1963
- Die Bedeutung der Sinne für das Menschenverständnis Materia Medica Nordmark 1963
- Das Bild des Menschen im Lichte der Anthropologie unserer Zeit Deutsches Ärzteblatt – Ärztliche Mitteilungen Deutsche-Ärzte Verlag Köln 1963
- Die physiologische Wirklichkeit Jahrbuch für Psychologie, Psychotherapie und Medizinische Anthropologie, Karl Alber Verlag, Freiburg / München 1963
- Die Wahnstimmung als pathologisches Kommunikationsphänomen Der Nervenarzt:, Monatsschrift für alle Gebiete nervenärztlicher Tätigkeit mit besonderer Berücksichtigung der Psychosomatischen Beziehungen. Springer Verlag Berlin 1964
- Zwischen angs und Übermut Der Nervenarzt:, Monatsschrift für alle Gebiete nervenärztlicher Tätigkeit mit besonderer Berücksichtigung der Psychosomatischen Beziehungen.Springer Verlag Berlin 1965
- Die Erotik in der Kunst Edvard Munchs 1966
- Zur Psychodynamik der schizophrenen Psychosen 1967
- Sichöffnen und Sichschließen Zeitschrift für Klinische Psychologie und Psychotherapie. Heft 3. Jahrgang 19 (1971) Karl Alber Verlag, Freiburg, München 1971
- Die anthropologische und psychopathologische Bedeutung der Interaktion im sinnlich-physiognomischen Bereich 16 5. Jahrgang, Heft 3, 1972
- Rassenpsychologie Neue Anthropologie Jahrgang 7 Heft 4 Gesellschaft für biologische Anthropologie, Eugenik und Verhaltensforschung Hamburg 1979
- Die endogene Einsamkeit – Egoismus oder Autismus Das Prinzip Egoismus, pp. 72-77 Th. L. Heck (Ed.), Nous Verlag, Tübingen 1994